# Бехайм (лунный кратер)
Кратер Бехайм (лат. Behaim) — крупный ударный кратер у восточного лимба на видимой стороне Луны. Название дано в честь немецкого учёного, негоцианта и мореплавателя, создателя старейшего из сохранившихся до наших дней глобуса, Мартина Бехайма (1459—1507) и утверждено Международным астрономическим союзом в 1935 г. Образование кратера относится к нектарскому периоду.

## Описание кратера

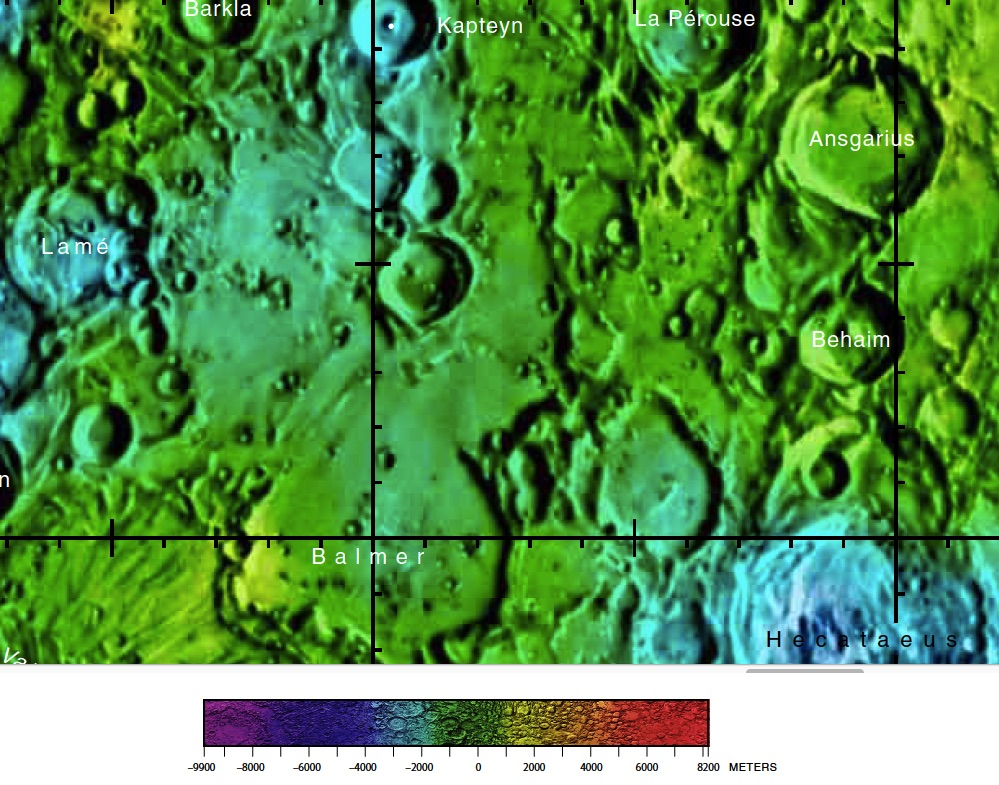
Окрестности кратера Бехайм. Фрагмент карты видимой стороны Луны.

Ближайшими соседями кратера являются кратер Ансгар на севере; кратер Гиббс на юго-западе и кратер Гекатей на юге. Селенографические координаты центра кратера 16°37′ ю. ш. 79°25′ в. д. / 16,61° ю. ш. 79,41° в. д., диаметр 56,2 км, глубина 3,33 км.
Вал кратера имеет полигональную форму, слабо разрушен. Внутренний склон вала имеет сглаженные следы прежней террасовидной структуры. Высота вала над окружающей местностью составляет около 1200 м, объем кратера приблизительно 2500 км³. В чаше кратера находится хорошо заметный центральный пик. Южную часть вала пересекает узкая расщелина, продолжающаяся в южном направлении.

## Сателлитные кратеры

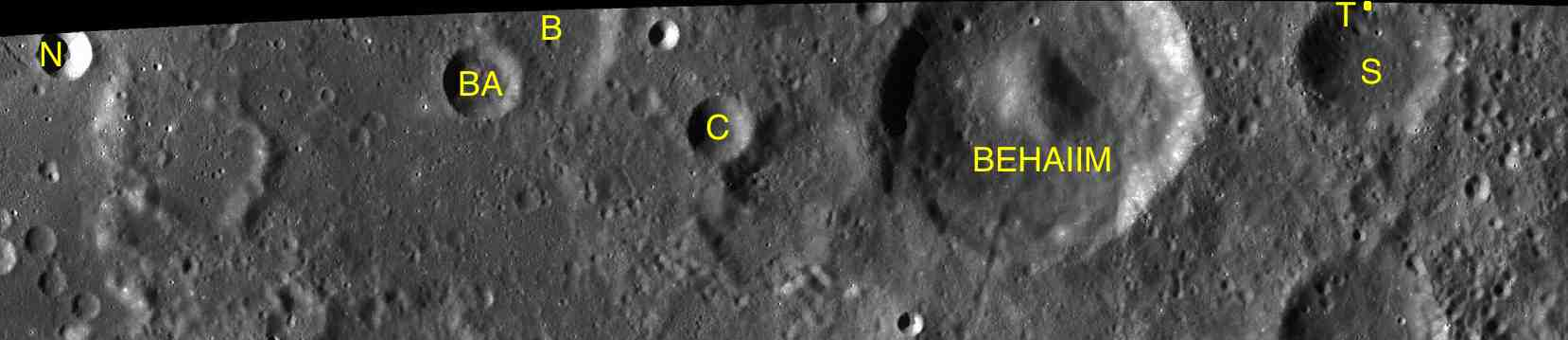
Фрагмент карты LAC-99.

| Бехайм | Координаты                                            | Диаметр, км |
| ------ | ----------------------------------------------------- | ----------- |
| B      | 16°06′ ю. ш. 76°31′ в. д. / 16,10° ю. ш. 76,52° в. д. | 22,9        |
| BA     | 16°24′ ю. ш. 76°04′ в. д. / 16,40° ю. ш. 76,07° в. д. | 14,3        |
| C      | 16°43′ ю. ш. 77°29′ в. д. / 16,71° ю. ш. 77,48° в. д. | 12,2        |
| N      | 16°07′ ю. ш. 73°33′ в. д. / 16,11° ю. ш. 73,55° в. д. | 9,9         |
| S      | 16°20′ ю. ш. 81°26′ в. д. / 16,33° ю. ш. 81,44° в. д. | 26,7        |
| T      | 15°54′ ю. ш. 81°25′ в. д. / 15,90° ю. ш. 81,41° в. д. | 11,3        |